# Calcium-46
Calcium-46 of 46Ca is een stabiele isotoop van calcium, een aardalkalimetaal. Het is een van de vijf stabiele isotopen van het element, naast calcium-40, calcium-42, calcium-43 en calcium-44. Van de radio-isotoop calcium-41 komen op Aarde sporen voor. De abundantie van calcium-46 op Aarde bedraagt slechts 0,004%.
Calcium-46 ontstaat onder meer bij het radioactief verval van kalium-46. De isotoop wordt ervan verdacht via dubbel bètaverval te vervallen tot de stabiele isotoop titanium-46, maar het is nog nooit waargenomen wegens de extreem grote halveringstijd (100 × 1015 jaar).
{\displaystyle {\ce {{^{46}_{20}Ca}->{^{46}_{21}Sc}+{e^{-}}+{\bar {\nu }}_{e}}}}
{\displaystyle {\ce {{^{46}_{21}Sc}->{^{46}_{22}Ti}+{e^{-}}+{\bar {\nu }}_{e}}}}
34Ca · 35Ca · 36Ca · 37Ca · 38Ca · 39Ca · 40Ca · 41Ca · 42Ca · 43Ca · 44Ca · 45Ca · 46Ca · 47Ca · 48Ca · 49Ca · 50Ca · 51Ca · 52Ca · 53Ca · 54Ca · 55Ca · 56Ca · 57Ca · 58Ca · 59Ca · 60Ca